# Hidromancia
La hidromancia (en griego antiguo: ὑδρομαντεία, adivinación del agua, de ὕδωρ, agua, y μαντεία, adivinación) es un método de adivinación por medio del agua, incluyendo el color, flujo y reflujo, o las ondas producidas por los guijarros caídos en una piscina.
El jesuita Martín del Río (1551-1608) describe varios métodos de hidromancia. El primer método descrito representa un anillo colgando de una cadena que se sumerge en un recipiente de agua que se agita. El juicio o predicción se hace por el número de veces que el anillo golpea los lados del recipiente.
El segundo método es cuando tres guijarros son arrojados a las aguas estancadas y las observaciones se hacen de los círculos que se forman cuando los objetos golpean el agua.
El tercer método descrito dependía de la agitación del agua, esta costumbre era frecuente entre los cristianos orientales de bautizar cada año dicho elemento, al mismo tiempo que teniendo especial cuidado para demostrar que el matrimonio del dux y del Adriático tenía un origen totalmente diferente.
El cuarto método utiliza los colores del agua y figuras que aparecen en ella por el cual Varrón declaró que muchos pronósticos se hicieron en relación con la guerra contra Mitrídates. Esta rama de la adivinación resultó ser tan importante que se le dio un nombre distinto y de ahí que surgió la adivinación de fuentes cuyas aguas eran visitadas con frecuencia.
Pausanias (siglo ii) describió la fuente cerca de Epidauro dedicada a Ino en la que los panes eran lanzados por los fieles con la esperanza de recibir un oráculo de la diosa. Si se aceptaban los panes que se hundían en el agua significaba buena suerte, pero si eran lavados sobre la fuente significaba mala suerte. 
Una costumbre de las antiguas tribus germánicas era lanzar los niños nacidos en el Rin. Se pensaba si el niño era ilegítimo se ahogaría, pero si era legítimo nadaría. Tal costumbre parece ser un precursor de la costumbre del siglo xvii de «sumergir brujas» tal vez relacionadas con el derecho anglosajón de la prueba del agua.
En un quinto método de hidromancia misteriosas palabras se pronunciaban en un vaso de agua, luego se realizaban observaciones de su espontánea ebullición.
En el sexto método una gota de aceite se dejaba caer en un vaso de agua, esto proporcionaba un espejo a través del cual cosas maravillosas se hacían visibles. Esto, dijo del Río, es el Modus Fessanus.
El séptimo método de hidromancia fue citado por Clemente de Alejandría que dijo que las mujeres de Alemania observaban los remolinos y los cursos de los ríos para interpretaciones de pronóstico. El hecho idéntico fue mencionado por Juan Luis Vives en su Comentario sobre San Agustín.
En la magia renacentista, la hidromancia fue clasificada como una de las siete «artes prohibidas», junto con la nigromancia, la geomancia, aeromancia, piromancia, la quiromancia, y la escapulomancia.